# Hazardia rosarica
Hazardia rosarica là một loài thực vật có hoa trong họ Cúc. Loài này được (Moran) W.D.Clark mô tả khoa học đầu tiên năm 1979.